# Schiedel
Schiedel GmbH je avstrijsko podjetje s sedežem v Nussbachu, ustanovljeno leta 1946 v Nemčiji. Ukvarja se s proizvodnjo dimniških, ogrevalnih in prezračevalnih sistemov za bivalne in industrijske objekte.
Usmerjeno je na evropski trg. 

### Slovenija
Njegov predstavnik je podjetje Schiedel d.o.o. iz Prebolda. Bil je podizvajalec pri gradnji stanovanjske soseske Zeleni gaj na Brdu v Ljubljani.
Dimnike Schiedel je od leta 1973 proizvajalo, uvažalo, izvažalo (Avstrija, Zahodna Nemčija), prodajalo in montiralo podjetje Gradnja iz Žalca (ust. l. 1953 kot Remont) v sodelovanju s Cinkarno Celje in Združenjem hrvaških rudnikov.